# Symphysa matanzalis
Symphysa matanzalis là một loài bướm đêm trong họ Crambidae.